# Franklin Irodalmi és Nyomdai Rt.
Franklin Irodalmi és Nyomdai Rt. este una dintre cele mai vechi edituri și tipografii din Ungaria.

## Istoric
Otto Wigand a fondat în 1816 editura Franklin la Kassa (azi Košice), apoi, din 1827, și-a continuat activitatea la Pesta. Compania a fost preluată în 1832 de Gusztáv Heckenast, apoi în 1840, intrând într-o relație de afaceri cu tipografia lui Lajos Landerer, a publicat cărți sub numele Landerer és Heckenast până în 1873, când a primit numele Franklin Társulat Magyar Irodalmi Intézet és Könyvnyomda Rt. (după Benjamin Franklin) și s-a transformat în societate pe acțiuni. Capitalul social al companiei era de 600.000 de florini, format din 4.000 de acțiuni cu valoarea nominală de 150 de florini. Până la cel de-al Doilea Război Mondial a fost una dintre cele mai importante edituri și tipografii din Ungaria. Începând din 1863 Gusztáv Heckenast a fost singurul șef. În cursul deceniilor a fost condusă de eminenți oameni de știință și scriitori. Compania a fost naționalizată pe 25 marie 1948. În 1949 a fuzionat cu tipografia Stephanaeum deținută de Szent István Társulat și a continuat să funcționeze sub numele de Franklin Nyomda. Activitățile sale de editare au fost preluate în 1950 de Szépirodalmi Könyvkiadó. La 31 decembrie 1992 compania și-a schimbat numele în Franklin Nyomda és Kiadó Kft. Continuă să publice în prezent cărți și discuri de muzică și desfășoară, de asemenea, activități tipografice.

## Ziare și reviste
Editura a publicat, de asemenea, câteva ziare și reviste. Printre ziarele publicate au fost Vasárnapi Ujság, Budapesti Szemle (relansat în 1873 de Pál Gyulai), Nemzeti Hírlap, Tükör, Búvár etc.

## Conducătorii companiei
În 1894 membrii consiliului de administrație al companiei erau Antal Frank, Pál Gyulai, Heinrich Gustav, directori erau Gyula Benkő și Lipót Hirsch. Consiliul editorial era format din Gyula Kautz (președinte), László Arany, Miklós Nagy și Lajos Takács.

## Colecții
- Családi Könyvtár, Falusi Könyvtár, Filozófiai Írók Tára, Jeles Írók Iskolai Tára, Magyar Írók Aranykönyvtára, Ifjúsági Iratok Tára, Irodalmi Kincstár, Magyar Remekirók Gyüjteménye (ediție de lux), A Kisfaludy Társaság Évlapjai, Kis könyvtár, Vasárnapi könyvtár, Kultúra és Tudomány Olcsó Könyvtár.